# 関靖
関 靖（かん せい、? - 199年）は、中国後漢時代末期の政治家・軍人。字は士起。并州太原郡の人。

## 事績
公孫瓚配下の長史。元は酷吏（厳罰主義の官吏）であり、上官に対し謙尊するばかりで雄大な計略の無い人物だった。このため、小人を信用するとの評があった公孫瓚には寵愛された。
建安3年（198年）、袁紹が公孫瓚に対して総攻撃を開始すると、公孫瓚は張燕に援軍を求めると同時に自ら城外に出撃することで袁紹軍の背後を突こうとしたが、関靖は物量や兵力の差を考えて易京に立て籠もる慎重策を進言し、公孫瓚に受け入れられた。なお南宋時代の史家胡三省は、公孫瓚の作戦が正解であったのに、関靖のせいで敗北することになったと指摘している。
建安4年（199年）、袁紹軍は地下道を掘って易京を陥落させ、ついに公孫瓚を滅ぼした。主君の敗北を知った関靖は、自分の進言が敗因となった事を嘆き、敵陣に突撃して主君と運命を共にした。関靖の首級は、袁紹の命により許へ送り届けられたという。
なお、小説『三国志演義』には登場しない。